# Acta Masonica Scandinavica
 Der er for få eller ingen kildehenvisninger i denne artikel, hvilket er et problem. Du kan hjælpe ved at angive troværdige kilder til de påstande, som fremføres i artiklen.

Acta Masonica Scandinavica (latin for Skandinaviske Frimurer-akter) er en årbog for nogle foreninger i Norden, der betegner sig som forskningsloger. Acta Masonica Scandinavica udkom første gang i 1998.
Acta Masonica Scandinavica udgives af forskningslogen Friederich Münter under Den Danske Frimurerorden, forskningslogen Carl Friedrich Eckleff under Den Svenske Frimurerorden, forskningslogen Niels Treschow under Den Norske Frimurerorden og forskningslogen Snorri under Den Islandske Frimurerorden. Forskningslogerne er opkaldt efter henholdsvis Friederich Münter, Carl Friedrich Eckleff og Niels Treschow.
De af forskningslogernes medlemmer, som skriver artikler til årbogen, har ikke nødvendigvis nogen forsknings- eller universitetsuddannelse.
Årbogen indeholder artikler skrevet på dansk, svensk og norsk. Artiklernes emner er inden for det humanistiske område med hovedvægt på frimureri.
Årbogens forside har et billede af et Minerva-hoved mellem en vinkelmåler og en passer omslynget af et bånd. Årbogens emblem er tegnet af teatermaleren Simon Aris.